# Кавказ — Варна
«Кавказ — Варна» — железнодорожная паромная линия между портом «Кавказ» (Россия) и Варной (Болгария). Коммерческая эксплуатация началась 28 февраля 2009 года.
Из России в Болгарию по паромной железнодорожной переправе идут сжиженный газ, нефтепродукты, масло техническое, стекло и химические продукты. Из Болгарии в Россию приходят сборные грузы и товары народного потребления, например конфеты и сладости.
Проект реализуется в сотрудничестве с Исполнительным агентством железнодорожного транспорта, Болгарии и его исполнительный директор Симеон Ананиев.

## Паромы
Первым паромом на линии стал теплоход «Авангард» российской компании «АнРуссТранс», вместимостью 45 условных вагонов.
Осенью 2010 года на эту линию вышел второй паром — «Славянин» российской компании «АнРуссТранс», вместимостью 50 условных вагонов, способный перевозить Ро-ро грузы.
В начале 2014 года в дополнение к двум паромам на линию вышел железнодорожный паром «Варна» болгарской компании «Варна Фери».
В 2014 году объем перевозок возрос на 20 %.